# Alciopina paumotanus
Alciopina paumotanus är en ringmaskart som först beskrevs av Chamberlin 1919.  Alciopina paumotanus ingår i släktet Alciopina och familjen Alciopidae. Inga underarter finns listade i Catalogue of Life.